# Corregimiento de Angol
La provincia de Angol, también conocida como corregimiento de Angol, fue una división territorial del Imperio español dentro de la Capitanía General de Chile.

## Historia
La historia de esta provincia se inicia con la primera fundación de la Villa y Fuerte de Los Confines (24 de octubre de 1553), mediante orden de Pedro de Valdivia a Francisco Gutiérrez de Altamirano. Esta villa dura hasta el 25 de diciembre de 1553, debido a la batalla de Tucapel.
El 10 de marzo de 1555, al oeste de la primera fundación, Francisco de Villagra funda Angol de Los Confines, que dura hasta el 1 de diciembre del mismo año.
En enero de 1559, García Hurtado de Mendoza, funda San Andrés de Angol o Los Infantes de Angol, en un lugar denominado Malvén. Esta ciudad dura hasta el 18 de abril de 1600.
A comienzos de mayo de 1610, Alonso García Ramón, funda con el nombre de San Luis de Angol o San Francisco de Montes Claros de Angol en el mismo sitio de la antigua ciudad, existiendo hasta diciembre de 1612.
A fines de enero de 1637, por orden de Francisco Lazo de la Vega, se funda San Francisco de la Vega de Angol y en el mismo sitio anterior. A mediado de enero de 1641, a raíz del parlamento de Quillín, la ciudad fue despoblada.
Luego hubo una sexta fundación, que corresponde a la última de la ciudad colonial.
En el siglo XIX, Angol fue fundada bajo la presidencia de José Joaquín Pérez, por Cornelio Saavedra Rodríguez, el 7 de diciembre de 1862, bajo otra organización territorial del país.

## Administración
Estaba a cargo de un corregidor.